# Подчерешень
Подчерешень — деревня в составе Запольского сельсовета Белыничского района Могилёвской области Республики Беларусь.

## Географическое положение
Ближайшие населённые пункты: Мотыга, Лыньков, Иглица.